# Решетникова, Прасковья Никитична
Прасковья Никитична Решетникова (10 октября 1932 — 1 апреля 2014) — передовик советского сельского хозяйства, доярка совхоза «Некрасовский» Нижнеомского района Омской области, Герой Социалистического Труда (1971).

## Биография
Родилась в 1932 году в селе Новомалиновка, ныне Нижнеомского района Омской области в русской семье.
С началом Великой Отечественной войны трудоустроилась в местный колхоз в подростковом возрасте. В 1946 году пошла работать на ферму дояркой. В 1951 году переехала в деревню Барышники Нижнеомского района Омской области. Сначала трудилась дояркой в местном отделении совхоза Некрасовский, а затем стала осваивать машинное доение.  
Многие годы была передовиком производства, держа лидерство среди доярок совхоза. В 1970 году сумела получить высокие показатели, от каждой коровы в среднем 3900 литров молока. 
Указом Президиума Верховного Совета СССР от 8 апреля 1971 года за получение высоких показателей в сельском хозяйстве и рекордные надои молока Прасковьи Никитичне Решетниковой было присвоено звание Героя Социалистического Труда с вручением ордена Ленина и медали «Серп и Молот». 
Избиралась депутатом Омского областного Совета депутатов, делегатов XV съезда профсоюзов СССР. В 1989 году вышла на заслуженный отдых. 
Проживала в Нижнеомском районе Омской области. Умерла 1 апреля 2014 года.

## Награды
За трудовые успехи была удостоена:
- золотая звезда «Серп и Молот» (08.04.1971)
- орден Ленина (08.04.1971)
- другие медали.